# Heart Break (Lady Antebellum)
Heart Break è il settimo album in studio del gruppo country pop statunitense Lady Antebellum, pubblicato nel 2017.

## Tracce
1. Heart Break – 3:07
2. You Look Good – 3:01
3. Somebody Else's Heart – 3:32
4. This City – 3:04
5. Hurt – 3:46
6. Army – 3:17
7. Think About You – 3:11
8. Good Time to Be Alive – 3:09
9. Big Love in a Small Town – 3:46
10. The Stars – 3:23
11. Teenage Heart – 3:40
12. Home – 2:58
13. Famous – 3:50

## Formazione
- Charles Kelley – voce, cori
- Hillary Scott – voce, cori
- Dave Haywood – banjo, bouzouki, chitarra acustica, chitarra elettrica, mandolino, cori